# Suore orsoline della Sacra Famiglia
Le Suore Orsoline della Sacra Famiglia sono un istituto religioso femminile di diritto pontificio; i membri della congregazione pospongono al loro nome la sigla O.S.F.

## Storia
La Compagnia di Sant'Orsola fu fondata il 2 febbraio 1908 a Monterosso Almo da Arcangela Salerno per l'istruzione e l'educazione cristiana della gioventù. Originariamente modellata sulla regola primitiva di sant'Angela Merici, la compagnia trasferì presto la sua sede centrale a Siracusa e fu riconosciuta canonicamente dall'arcivescovo Luigi Bignami l'11 novembre 1915.
Le orsoline diedero un contributo al soccorso ai sinistrati durante il grande terremoto di Messina ed estesero presto la loro opera all'assistenza alle ragazze orfane o abbandonate; divennero una congregazione religiosa il 5 agosto 1946.
La congregazione ricevette un primo riconoscimento da parte della Santa Sede il 20 marzo 1954 e il pontificio decreto di lode il 20 maggio 1971.

## Attività e diffusione
Le suore si dedicano all'educazione dell'infanzia e della gioventù in asili e scuole, all'assistenza alle ragazze bisognose e all'apostolato nelle opere parrocchiali e diocesane.
Oltre che in Italia, sono presenti in Francia e in Brasile; la sede generalizia, dal 1979, è in via Monte Senario a Roma.
Alla fine del 2011, l'istituto contava 84 religiose in 16 case.